# خیابان فلاورویل
خیابان فلاوروِیل (انگلیسی: Flowervale Street) یک فیلم علمی تخیلی به نویسندگی، تهیه‌کنندگی مشترک و کارگردانی دیوید رابرت میچل است. در این فیلم ان هتوی، ایوان مک‌گرگور و میسی استلا ایفای نقش کردند. خیابان فلاورویل در ۱۶ مه ۲۰۲۵ توسط برادران وارنر پیکچرز در ایالات متحده منتشر خواهد شد.

## بازیگران
- ان هتوی
- ایوان مک‌گرگور
- میسی استلا
- پی. جی. برن
- کریس کوی

## تولید

### توسعه
در مارس ۲۰۲۳، یک فیلم بدون عنوان به کارگردانی، نویسندگی و تهیه کنندگی مشترک دیوید رابرت میچل در حال ساخت بود که جی. جی. آبرامز و هانا مینگلا از بد ربات و مت جکسون از جکسون پیکچرز تهیه کنندگی کار را بر عهده داشتند. ان هتوی برای بازی در نقش اصلی انتخاب شد.
در فوریه، ایوان مک‌گرگور و در مارس میسی استلا به گروه بازیگران پیوستند. در اواخر مارس، اعلام شد که عنوان فیلم خیابان فلاورویل است. در آوریل، پی. جی. برن و کریس کوی به گروه بازیگران پیوستند.

### فیلم‌برداری
تصویربرداری اصلی در ۲۲ مارس ۲۰۲۴ در لندن و آتلانتا آغاز شد و در ۴ ژوئن به پایان رسید.

## انتشار
خیابان فلاورویل در ۱۶ مه ۲۰۲۵ توسط برادران وارنر پیکچرز در ایالات متحده منتشر خواهد شد.